# Hockey East
| Hockey East Association | Hockey East Association                                                              |
| ----------------------- | ------------------------------------------------------------------------------------ |
| Logo der Hockey East    |                                                                                      |
| Gründungsjahr           | 1984                                                                                 |
| Mitglieder              | 12                                                                                   |
| Sport                   | Eishockey                                                                            |
| Region                  | Neuengland                                                                           |
| Bundesstaaten           | 7 – Connecticut, Indiana, Maine, Massachusetts, New Hampshire, Rhode Island, Vermont |
| Hauptsitz               | Wakefield, Massachusetts                                                             |
| Vorsitzender            | Joe Bertagna                                                                         |

An der Hockey East beteiligte Bundesstaaten

Die Hockey East Association (HE) ist eine US-amerikanische Universitäts- und Collegesportliga, die in Neuengland angesiedelt ist. Sie gehört zur Division I der National Collegiate Athletic Association und ist eine reine Eishockey-Conference.
Die Hockey East wurde 1984 als Männerliga gegründet, als die meisten ihrer heutigen Mitglieder die heutige Eastern College Athletic Conference verließen. Damals versuchte man, die Big East Conference, die innerhalb weniger Jahre sehr stark gewachsen war, nachzuahmen. Erst 2002 wurde die Frauenliga der Hockey East gegründet.

## Modus
Die teilnehmenden Mannschaften spielen zunächst während der regulären Saison zwei Doppelrunden. Der Tabellenerste gewinnt die Meisterschaft der sogenannten Regular Season. Die besten acht Mannschaften nehmen an den Play-offs teil.
Die Viertelfinale werden im Modus Best-of-Three ausgetragen, wobei alle Spiele in der Spielstätte des Besserplatzierten stattfinden. Die Halbfinal- und Finalspiele werden an einem Wochenende Mitte März im TD Garden in Boston ausgetragen. Die ersten beiden Finalspiele in der Geschichte der Hockey East wurden noch in Providence auf Rhode Island im Providence Civic Center gespielt, bevor man ab 1987 nach Boston umzog.
Das Finalturnier der Frauen findet seit der Gründung der Liga in Boston statt. Zunächst wurde es in der Matthews Arena ausgetragen, bevor man 2005 in die Walter Brown Arena der Boston University umzog. Schon 2006 fand das Turnier wieder in der Matthews Arena statt, bevor es 2007 im Whittemore Center in New Hampshire ausgetragen wurde.

## Teilnehmer
Die Männer-Division hat derzeit elf Mitglieder, die Division des Fraueneishockeys hat zehn Mitglieder.
| Institution                         | Stadt         | Bundesstaat   | Team- name  | Gründungs- jahr | Beigetreten                 | Zugehörig- keit   | Studenten- zahl | Universitäts- liga   |
| ----------------------------------- | ------------- | ------------- | ----------- | --------------- | --------------------------- | ----------------- | --------------- | -------------------- |
| Boston College                      | Chestnut Hill | Massachusetts | Eagles      | 1863            | 1984 (Männer) 2002 (Frauen) | Privat Katholisch | 9.019           | ACC                  |
| Boston University                   | Boston        | Massachusetts | Terriers    | 1839            | 1984 (Männer) 2005 (Frauen) | Privat            | 32.000          | Patriot League       |
| University of Connecticut           | Storrs        | Connecticut   | Huskies     | 1881            | 2002 (Frauen) 2014 (Männer) | Staatlich         | 27.500          | The American         |
| College of the Holy Cross           | Worcester     | Massachusetts | Crusaders   | 1843            | 2018 (Frauen)               | Privat Katholisch | 2.787           | Patriot League       |
| University of Maine                 | Orono         | Maine         | Black Bears | 1865            | 1984 (Männer) 2002 (Frauen) | Staatlich         | 11.222          | America East         |
| University of Massachusetts Amherst | Amherst       | Massachusetts | Minutemen   | 1863            | 1994 (Männer)               | Staatlich         | 25.633          | Atlantic 10          |
| University of Massachusetts Lowell  | Lowell        | Massachusetts | River Hawks | 1894            | 1984 (Männer)               | Staatlich         | 11.208          | America East         |
| Merrimack College                   | North Andover | Massachusetts | Warriors    | 1947            | 1989 (Männer) 2015 (Frauen) | Privat Katholisch | 2.174           | Northeast Ten (D-II) |
| University of New Hampshire         | Durham        | New Hampshire | Wildcats    | 1866            | 1984 (Männer) 2002 (Frauen) | Staatlich         | 16.025          | America East         |
| Northeastern University             | Boston        | Massachusetts | Huskies     | 1898            | 1984 (Männer) 2002 (Frauen) | Privat            | 22.942          | CAA                  |
| Providence College                  | Providence    | Rhode Island  | Friars      | 1917            | 1984 (Männer) 2002 (Frauen) | Privat Katholisch | 3.648           | Big East             |
| University of Vermont               | Burlington    | Vermont       | Catamounts  | 1791            | 2005 (Männer und Frauen)    | Staatlich         | 9.675           | America East         |

### Ehemalige Mitglieder
| Institution              | Stadt      | Bundesstaat | Team- name     | Gründungs- jahr | Beigetreten   | Vergangen | Zugehörig- keit   | Studenten- zahl | Aktuelles Eishockey-Conference |
| ------------------------ | ---------- | ----------- | -------------- | --------------- | ------------- | --------- | ----------------- | --------------- | ------------------------------ |
| University of Notre Dame | Notre Dame | Indiana     | Fighting Irish | 1842            | 2013 (Männer) | 2017      | Privat Katholisch | 11.603          | Big Ten                        |

### Finalspiele und Meister
| Herren | Frauen |
| --- | --- |
| - 1985 Providence besiegt Boston College 2–1 (n. V.) - 1986 Boston University besiegt Boston College 9–4 - 1987 Boston College besiegt Maine 4–2 - 1988 Northeastern besiegt Maine 4–3 - 1989 Maine besiegt Boston College 5–4 - 1990 Boston College besiegt Maine 4–3 - 1991 Boston University besiegt Maine 4–3 (n. V.) - 1992 Maine besiegt New Hampshire 4–1 - 1993 Maine besiegt Boston University 5–2 - 1994 Boston University besiegt UMass Lowell 3–2 - 1995 Boston University besiegt Providence 3–2 - 1996 Providence besiegt Maine 3–2 - 1997 Boston University besiegt New Hampshire 4–2 - 1998 Boston College besiegt Maine 3–2 - 1999 Boston College besiegt New Hampshire 5–4 (n. V.) - 2000 Maine besiegt Boston College 2–1 - 2001 Boston College besiegt Providence 5–3 - 2002 New Hampshire besiegt Maine 3–1 - 2003 New Hampshire besiegt Boston University 1–0 (n. V.) - 2004 Maine besiegt Massachusetts 2–1 (n. V.) - 2005 Boston College besiegt New Hampshire 3–1 - 2006 Boston University besiegt Boston College 2–1 (n. V.) - 2007 Boston College besiegt New Hampshire 5–2 - 2008 Boston College besiegt Vermont 4–0 - 2009 Boston University besiegt UMass Lowell 1–0 - 2010 Boston College besiegt Maine 7–6 (n. V.) - 2011 Boston College besiegt Merrimack 5–3 - 2012 Boston College besiegt Maine 4–1 - 2013 UMass Lowell besiegt Boston University 1–0 - 2014 UMass Lowell besiegt New Hampshire 4–0 - 2015 Boston University besiegt UMass Lowell 5–3 - 2016 Northeastern besiegt UMass Lowell 3–2 - 2017 UMass Lowell besiegt Boston College 4–3 | - 2003 Providence besiegt New Hampshire 1–0 - 2004 Providence besiegt New Hampshire 3–0 - 2005 Providence besiegt Connecticut 3–1 - 2006 New Hampshire besiegt Boston College 6–0 - 2007 New Hampshire besiegt Providence 3–1 - 2008 New Hampshire besiegt Providence 1–0 - 2009 New Hampshire besiegt Boston College 2–1 - 2010 Boston University besiegt Connecticut 2–1 (n. V.) - 2011 Boston College besiegt Northeastern 3–1 - 2012 Boston University besiegt Providence 2–1 (n. V.) - 2013 Boston University besiegt Northeastern 5–2 - 2014 Boston University besiegt Boston College 3–2 - 2015 Boston University besiegt Boston College 4–1 - 2016 Boston College besiegt Boston University 5–0 - 2017 Boston College besiegt Northeastern 2–1 (n. V.) |

### Erfolge der Mitglieder
- Boston College
  - elffacher Meister von Hockey East (Herren) (1987, 1990, 1998, 1999, 2001, 2005, 2007, 2008, 2010, 2011, 2012)
  - Gewinn der Hockey East Meisterschaft (Frauen) (2011)
  - elffacher Gewinn der regulären Saison (Herren) (1985, 1986, 1987, 1989, 1990, 1991, 2001, 2003, 2004, 2005, 2014)
  - zweifacher Gewinn der ECAC Meisterschaft (1965, 1978)
  - zweifacher Gewinn der NCAA-Meisterschaft (1949, 2001)

- Boston University
  - achtfacher Meister von Hockey East (Herren) (1986, 1991, 1994, 1995, 1997, 2006, 2009, 2015)
  - fünffacher Meister von Hockey East (Frauen) (2010, 2012, 2013, 2014, 2015)
  - achtfacher Gewinn der regulären Saison (Herren) (1994, 1995, 1996, 1997, 1998, 2000, 2006, 2015)
  - fünffacher Gewinn der ECAC Meisterschaft (1972, 1974, 1975, 1976, 1977)
  - vierfacher Gewinn der NCAA-Meisterschaft  (1971, 1972, 1978, 1995)

- University of Maine
  - fünffacher Meister von Hockey East (Herren) (1989, 1992, 1993, 2000, 2004)
  - dreifacher Gewinn der regulären Saison (Herren) (1988, 1993, 1995)
  - zweifacher Gewinn der NCAA-Meisterschaft (1993, 1999)

- University of Massachusetts Lowell
  - zweimaliger Meister von Hockey East (Herren) (2013, 2014)
  - dreimaliger Gewinn der NCAA-Meisterschaft Division II (1979, 1981, 1982)

- Merrimack College
  - 1978: Gewinn der NCAA-Meisterschaft Division II

- University of New Hampshire
  - zweimaliger Meister von Hockey East (Herren) (2002, 2003)
  - sechsfacher Gewinn der regulären Saison (Herren) (1992, 1997, 1999, 2002, 2003, 2007)
  - viermaliger Meister von Hockey East (Frauen) (2006, 2007, 2008, 2009)
  - vierfacher Gewinn der regulären Saison (Frauen) (2004, 2005, 2006, 2007)
  - 1979: Gewinn der ECAC Meisterschaft
  - fünffacher ECAC-Meister (Frauen) (1986, 1987, 1990, 1991, 1996)
  - 1998: Gewinn des nationalen Meistertitels im Fraueneishockey

- Northeastern University
  - 1988: Gewinn der Hockey East Meisterschaft
  - 1982: Gewinn der ECAC Meisterschaft
  - dreimaliger Gewinn der ECAC Meisterschaft (Frauen) (1988, 1989, 1997)

- Providence College
  - zweimaliger Meister von Hockey East (Herren)  (1985, 1996)
  - dreimaliger Gewinn der Hockey East Meisterschaft (Frauen) (2003, 2004, 2005)
  - zweifacher Gewinn der regulären Saison (Frauen) (2003, 2005)
  - zweifacher Gewinn der ECAC Meisterschaft (1964, 1981)
  - fünfmaliger Gewinn der ECAC Meisterschaft (Frauen) (1985, 1992, 1993, 1994, 1995)
  - einmal NCAA-Meister (Herren) (2015)

- University of Vermont
  - 1996: Gewinn der regulären Saison in der ECAC

## Spielstätten der Conference

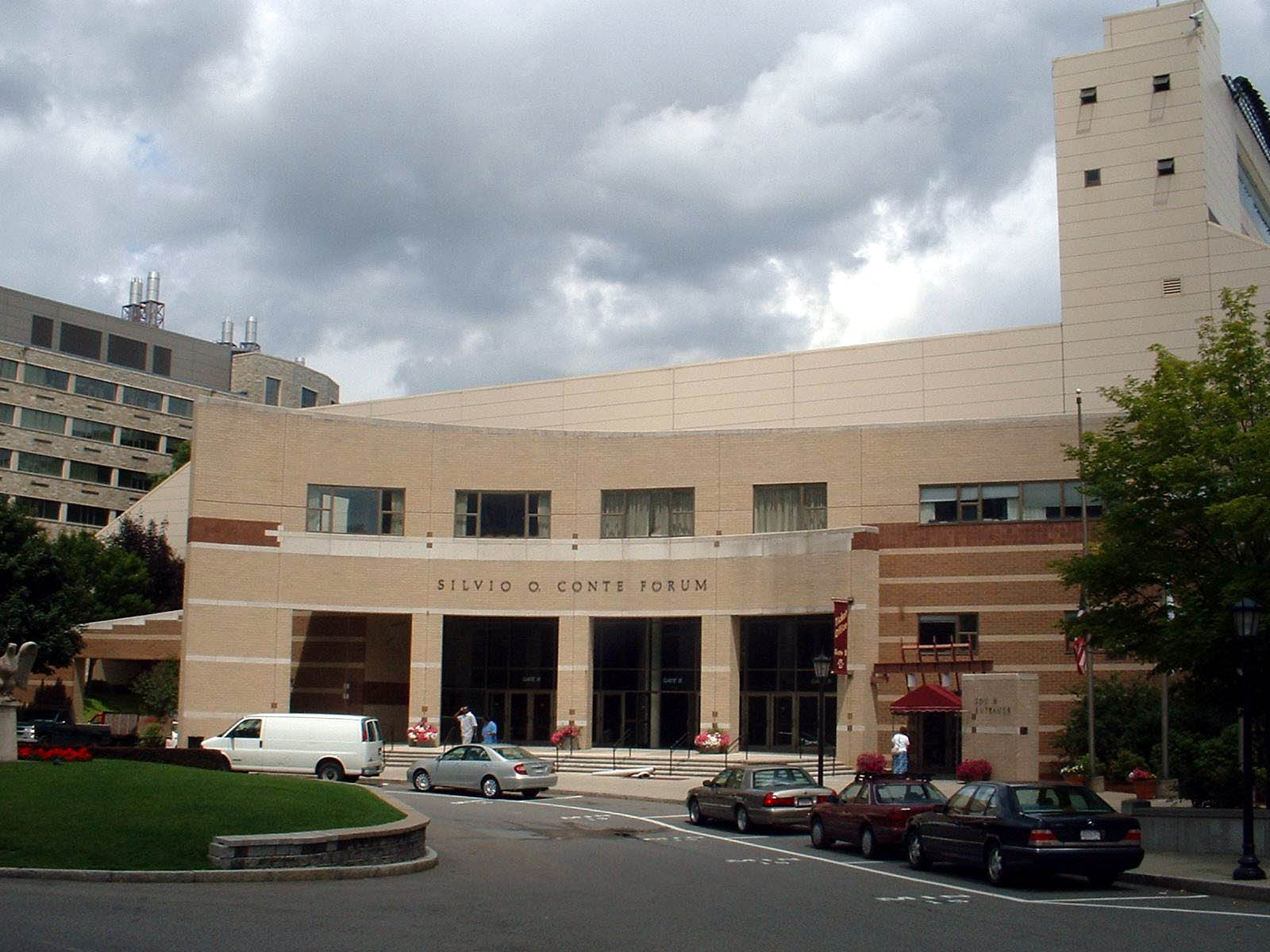
Kelley Rink im Conte Forum

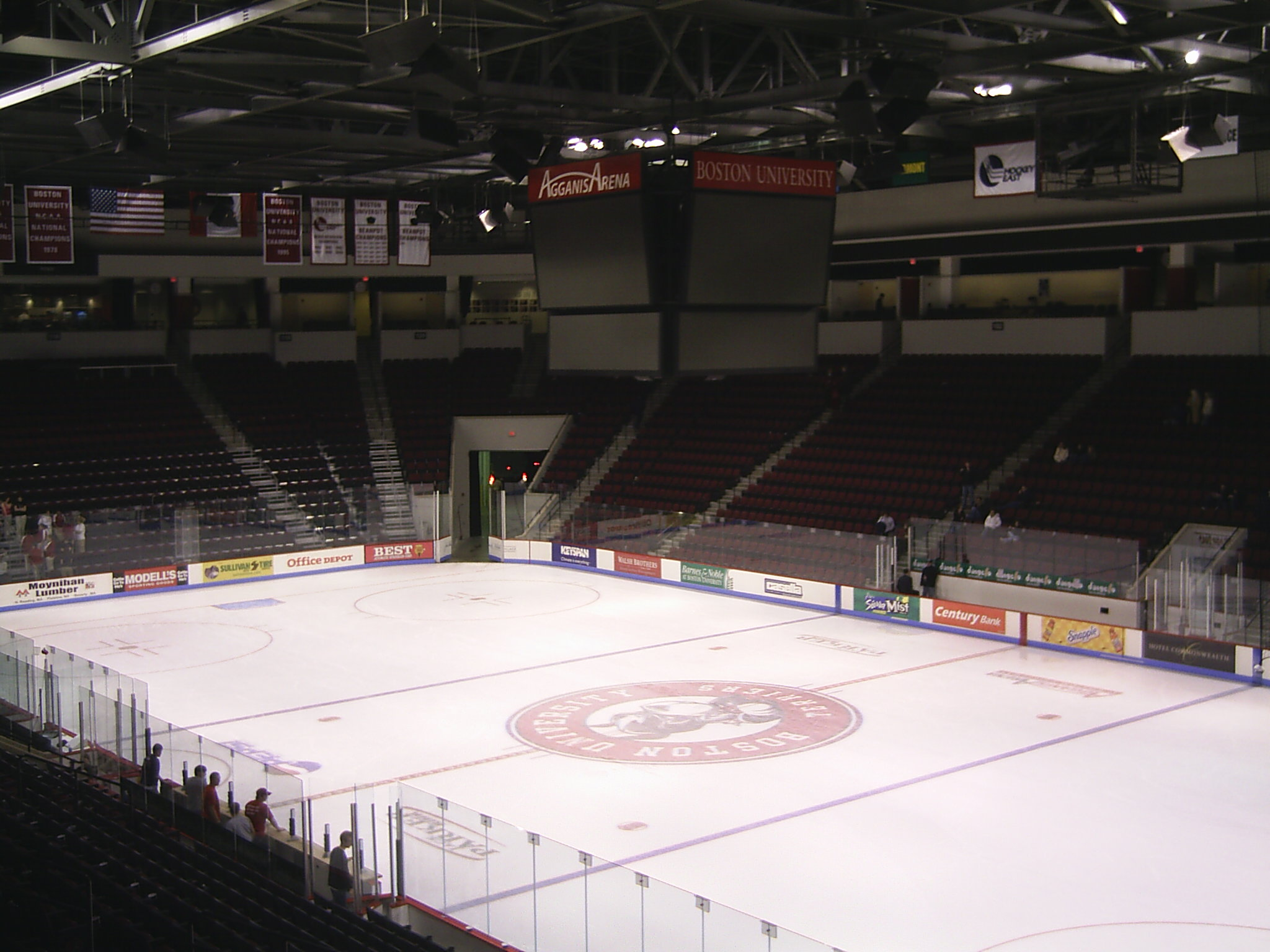
Agganis Arena

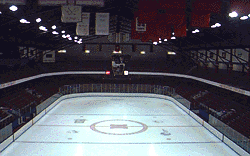
Matthews Arena in Boston

| Universität                | Spielstätte                   | Kapazität |
| -------------------------- | ----------------------------- | --------- |
| Boston College             | Kelley Rink                   | 7.884     |
| Boston University (Herren) | Agganis Arena                 | 6.224     |
| Boston University (Frauen) | Walter Brown Arena            | 3.806     |
| Connecticut (Herren)       | XL Center                     | 8.089     |
| Connecticut (Frauen)       | Mark Edward Freitas Ice Forum | 2.000     |
| Holy Cross                 | Hart Center                   | 1.600     |
| Maine                      | Alfond Arena                  | 5.641     |
| Massachusetts              | Mullins Center                | 8.329     |
| Merrimack                  | J. Thom Lawler Arena          | 2.982     |
| New Hampshire              | Whittemore Center             | 6.501     |
| Northeastern               | Matthews Arena                | 5.900     |
| Providence                 | Schneider Arena               | 3.030     |
| UMass Amherst              | Mullins Center                | 9.349     |
| UMass Lowell               | Tsongas Arena                 | 6.496     |
| Vermont                    | Gutterson Fieldhouse          | 4.003     |

## Auszeichnungen der Hockey East
- Lamoriello Trophy, die nach Lou Lamoriello benannt ist und an den Gewinner der HE-Meisterschaft vergeben wird
- CCM / Bob Kullen Trainer des Jahres
- CCM Spieler des Jahres
- Rookie des Jahres